# Josy Greisen
Joseph Johann Peter (Josy) Greisen (Gilsdorf, 10 mei 1916 – Luxemburg-Stad, 13 augustus 2001) was een Luxemburgs illustrator, karikaturist en decorschilder.

## Leven en werk
Josy Greisen was een zoon van voorman Joseph Greisen en Anne Marie Hoffmann.  Na een toelatingsexamen aan het Lycée classique de Diekirch werd hij in 1932 toegelaten tot de aan de École d'artisans de l'État, waar hij les kreeg van Pierre Blanc. In 1935 ging hij naar Brussel om zich verder te bekwamen als decorateur. 
Omdat het theater hem aantrok, werkte hij in 1942 als assistent bij het Théâtre Municipal in Luxemburg-Stad, totdat hij door de Duitse bezetting gedwongen werd overgeplaatst naar Trier. Na de oorlog trok hij naar Parijs en verschillende theaters om de techniek van theaterdecoratie voor opera's, operettes en ook klassiek theater te leren. In 1948 keerde hij terug naar Luxemburg en werkte tot 1981 als decorateur in het Théâtre Municipal. In deze periode schilderde hij ook portretten en karikaturen voor de krant. Greisen werd in 1976 benoemd tot Ridder in de Orde van de Eikenkroon.
- Virtual International Authority File: 49145003843961340163